# Veilleins
Veilleins ist eine französische Gemeinde mit 148 Einwohnern (Stand: 1. Januar 2022) im Département Loir-et-Cher in der Region Centre-Val de Loire; sie gehört zum Arrondissement Romorantin-Lanthenay und zum Kanton Romorantin-Lanthenay. 

## Geographie
Die Gemeinde Veilleins liegt etwa 30 Kilometer ostsüdöstlich von Blois und etwa 55 Kilometer südsüdwestlich von Orléans in der Seenlandschaft Sologne. Umgeben wird Veilleins von den Nachbargemeinden Vernou-en-Sologne im Norden, Millançay im Osten, Romorantin-Lanthenay im Südosten und Süden, Pruniers-en-Sologne im Süden, Mur-de-Sologne im Westen sowie Courmemin im Nordwesten.

## Bevölkerungsentwicklung
| Jahr                       | 1962 | 1968 | 1975 | 1982 | 1990 | 1999 | 2011 | 2022 |
| Einwohner                  | 330  | 273  | 227  | 185  | 190  | 180  | 156  | 148  |
| Quellen: Cassini und INSEE |      |      |      |      |      |      |      |      |

## Sehenswürdigkeiten
- Kirche Saint-Martin aus dem 12. Jahrhundert
- Schloss Montgiron aus dem 17./18. Jahrhundert
- Schloss Saint-Hubert
- Schloss Fondemer
- Schloss Fondreaux
- SchlossTréfontaines
- alte Schmiede

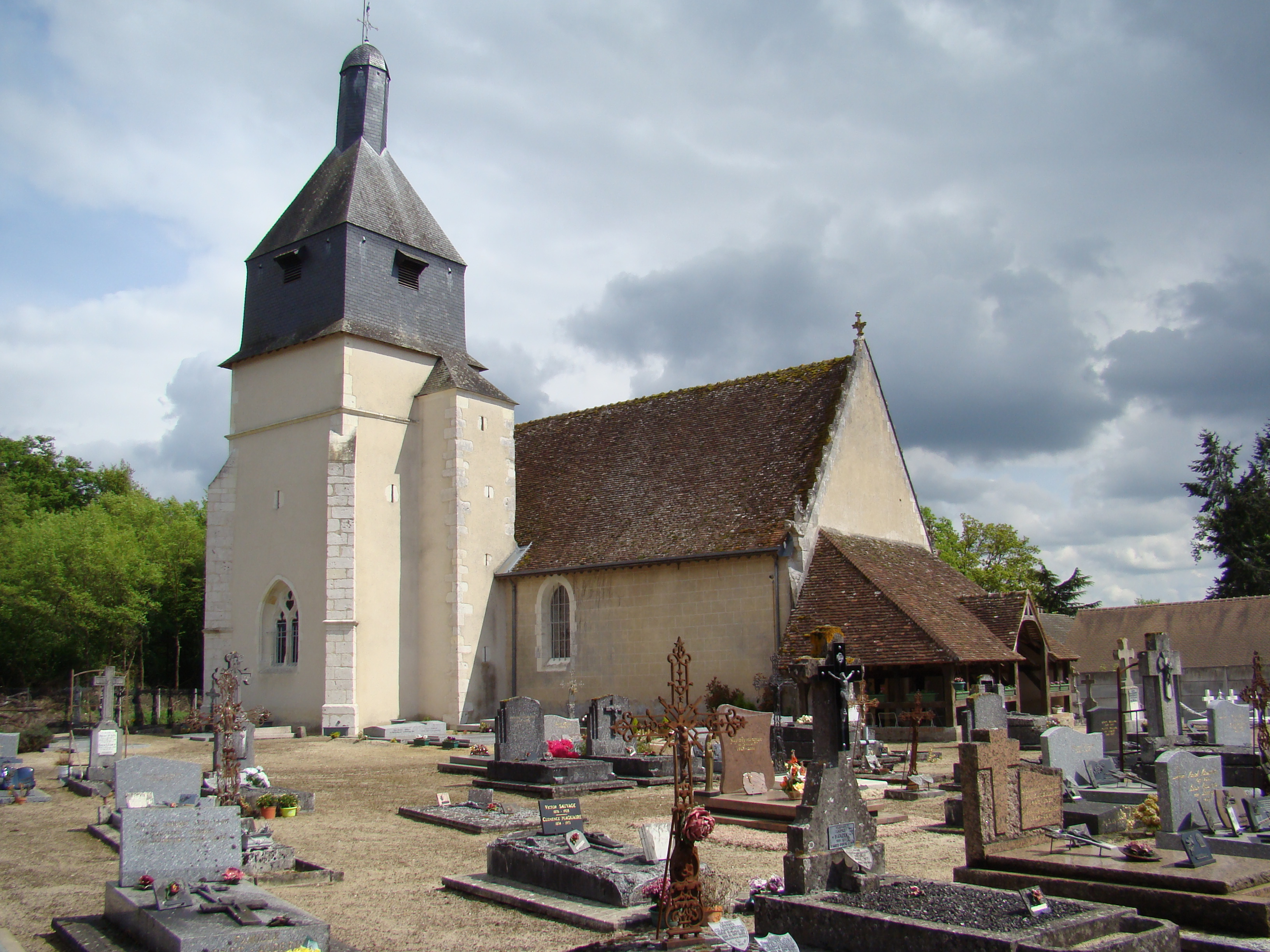
Kirche Saint-Martin
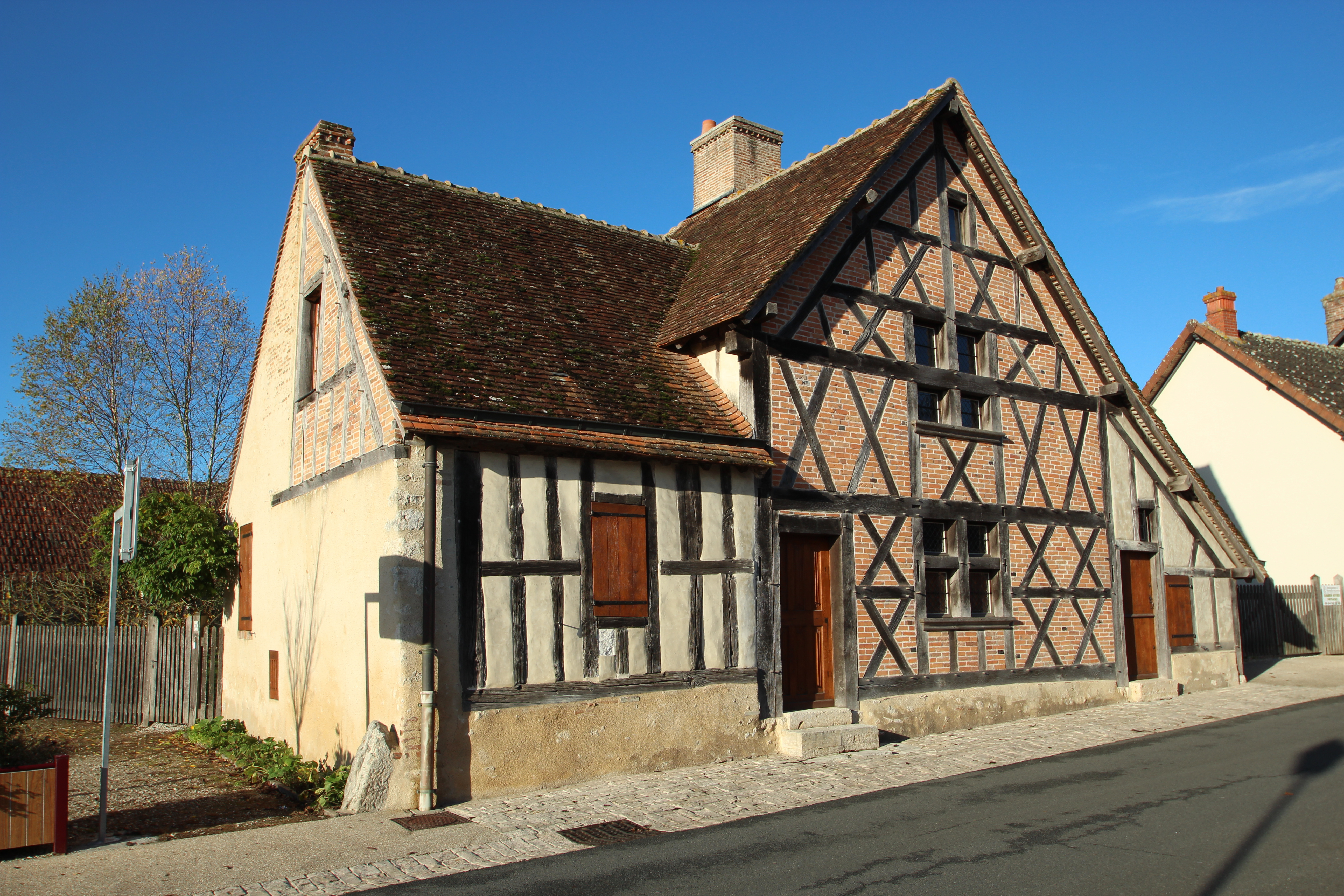
Alte Schmiede